# Zoo de Bâle
Le Zoo de Bâle, surnommé Zolli par les bâlois, est un parc zoologique suisse situé dans le quartier Bachletten de la ville de Bâle. Fondé en 1874, par la ville de Bâle et la Société ornithologique de Bâle, c'est le plus ancien du pays. Il est dirigé depuis 2001 par Oliver Pagan.
En 2014, il a accueilli 2,012 millions de visiteurs, ce qui en fait l'un des deux zoos suisses les plus visités, avec le Zoo de Zurich.

## Forme juridique et financement
Le jardin zoologique de Bâle est une société par actions (Aktiengesellschaft). Selon les statuts, la société n'est pas à but lucratif et les actions ne réclament expressément aucun versement de dividendes. Les premiers statuts ont été adoptés par l'Assemblée générale le 20 février 1873. Le zoo a été ouvert le 3 juillet 1874. L'entrée dans le registre du commerce a eu lieu le 3 mars 1883. 1 200 actions ont été émises pour 250 francs suisses, ce qui a donné lieu à un capital social de 300 000 francs suisses. Les statuts stipulent qu'aucun actionnaire ne peut posséder plus de 10 voix, même s'il possède plus d'actions.
En 1939, le capital social a été porté à 425 000 francs suisses en émettant 500 actions nouvelles de 250 francs suisses chacune. Depuis lors, aucune nouvelle action n'a été émise. Étant donné que les actions ne génèrent pas de dividende, elles ne sont pratiquement jamais échangées, mais restent en propriété familiale. Si, cependant, une part est vendue, la valeur du don est comprise entre 10 000 et 16 000 francs suisses.
Le zoo n'a pas reçu de subventions publiques régulières avant 2007. Cependant, l'État a participé à plusieurs reprises dans des projets concrets de construction et a dispensé le zoo de toutes les charges d'énergie et d'enlèvement des déchets. En 2008, un changement de système a eu lieu : depuis lors, le zoo reçoit une subvention annuelle de 1 450 000 francs suisse, mais doit maintenant payer ses charges.

## Historique
En 1870, la société d'ornithologie eut l'idée d'un parc animalier où l'on pourrait admirer des animaux autochtones d'Europe et des Alpes.
La ville de Bâle participa à ce projet et mit à sa disposition, à la limite de la ville, un terrain approprié à Birsigtal.

### Ouverture
Le 3 juillet 1874, eut lieu l'inauguration de Zolli, comme on appelle familièrement le parc à Bâle, et il attire dès le début une foule de curieux.
On y trouvait des étangs avec les échassiers et les oiseaux aquatiques les plus divers, des rapaces, une faisanderie, une baraque avec des sangliers, des installations en forme d'étoile pour des cerfs, buffles et élans et une construction pour les hiboux.
Une attraction tout à fait particulière : la Maison des carnivores : loup, lynx, blaireau, renard, chat sauvage et martre.
Autres centres d'intérêt : la fosse aux ours, le rocher avec chamois et capridés et le bassin avec les loutres et les castors.
On n'avait même pas oublié le restaurant : une construction à colombages décorée avec des bois de cerf, et possédant une terrasse ouverte ou fermée suivant le temps.

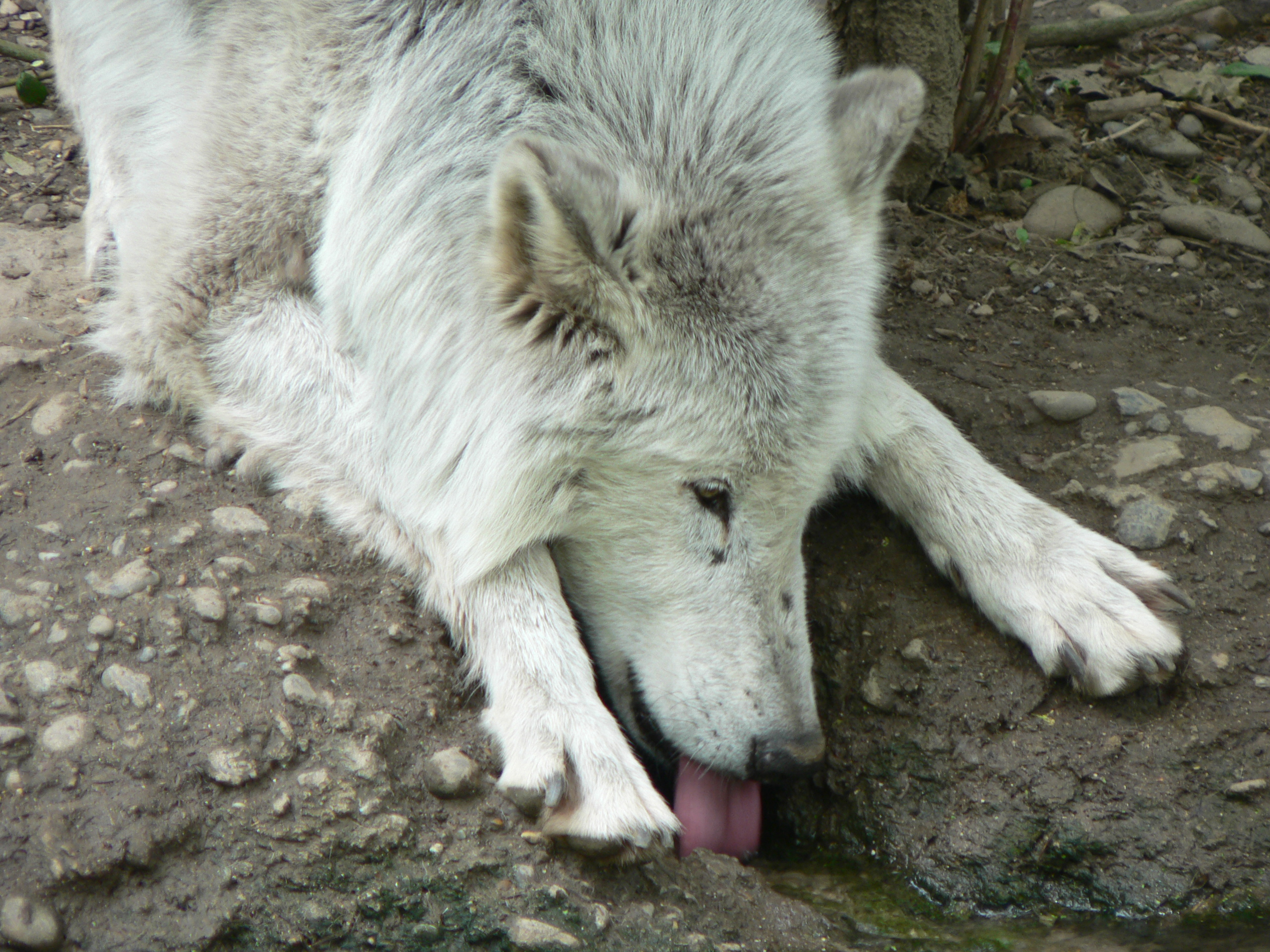
Loup.
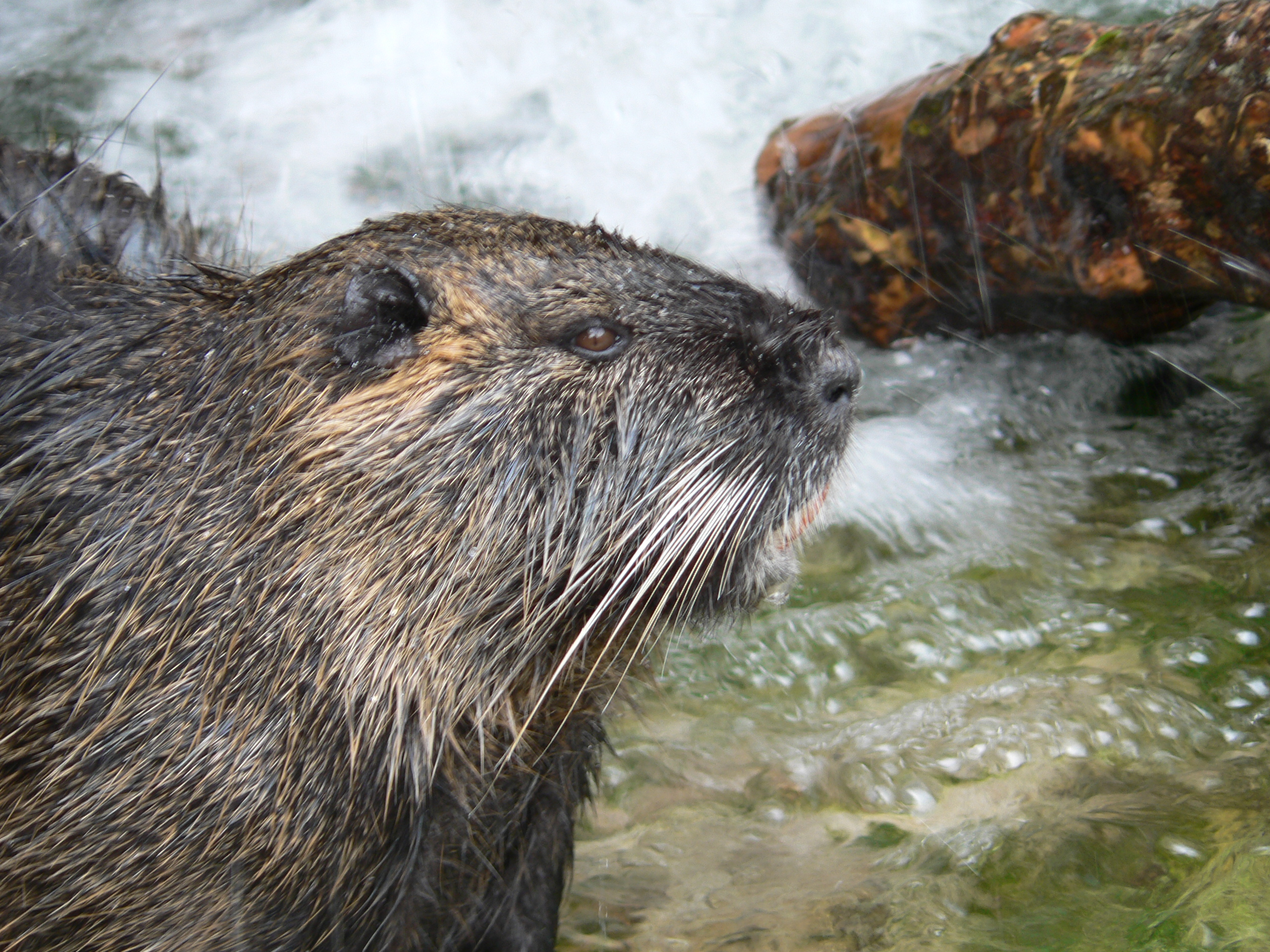
Ragondin.
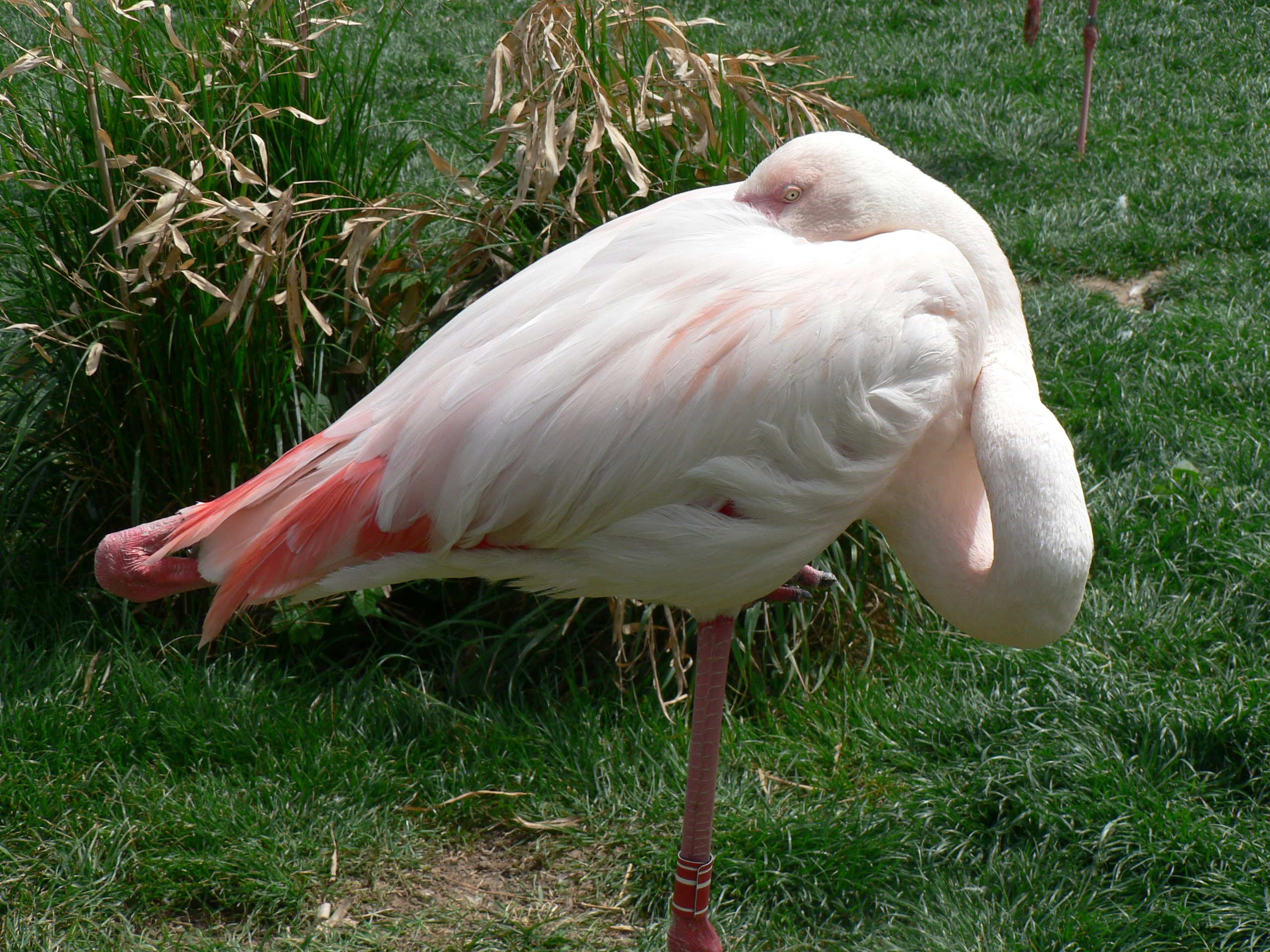
Flamant rose.
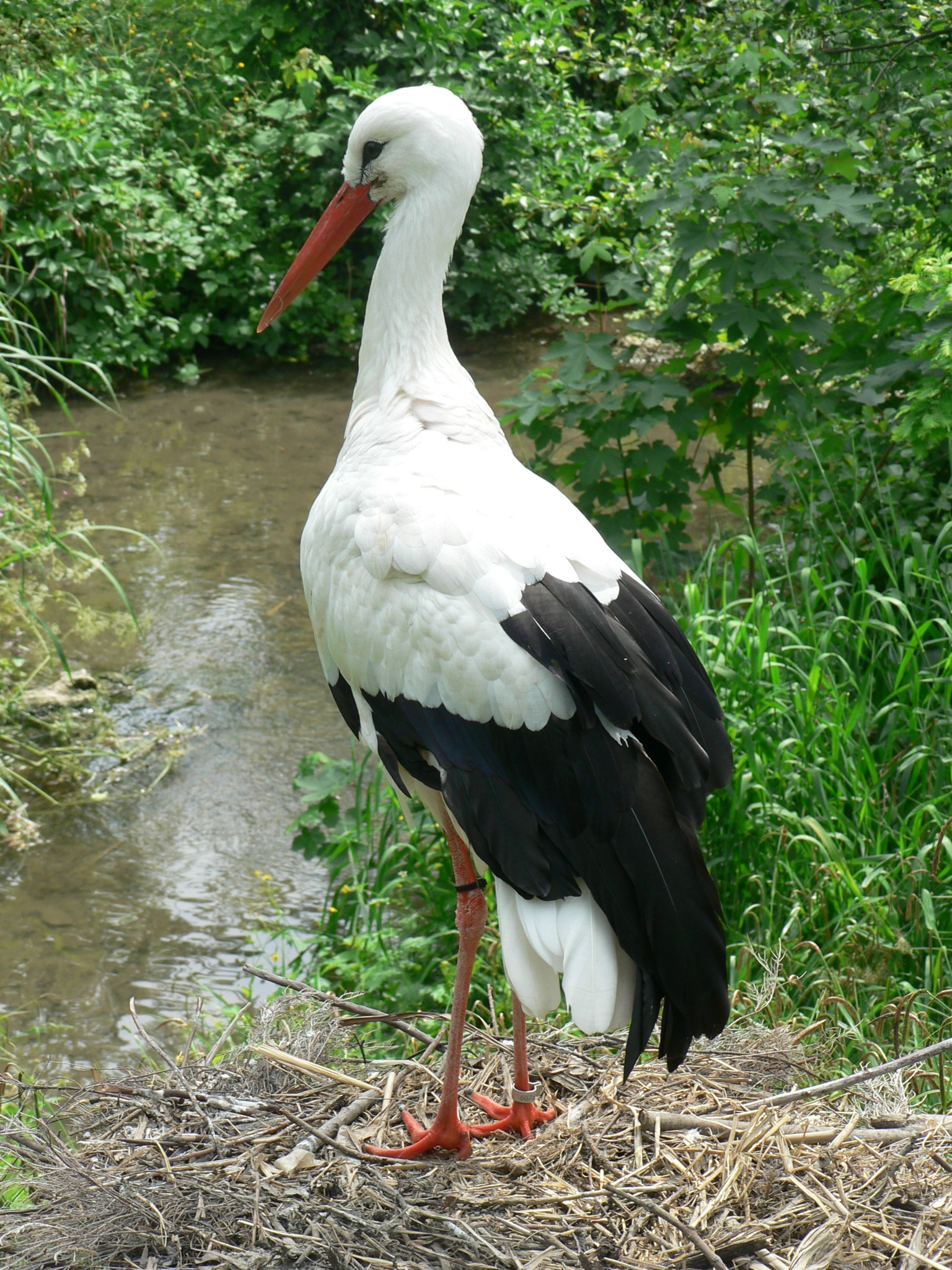
Cigogne.

### Extensions (1875-1899)
Dès la première année, on compta 62 000 visiteurs (Bâle-Ville avait 50 000 habitants).
En 1884, on agrandit le jardin en direction de Binningen et on y installa la place des fêtes où purent se tenir les manifestations les plus variées. On construisit aussi une arène pour les carnivores, et même des villages entiers où habitaient pendant des semaines des « peuples exotiques » comme des Nubiens, des Marocains ou des Cinghalais et où ils pouvaient présenter leurs danses de guerre, leurs danses de masques ou des numéros de charmeurs de serpents. Ces expositions d'animaux et de personnes jouirent jusqu'en 1932 d'une grande popularité.
Divers legs permirent à Zolli d'acquérir ses premiers animaux exotiques, comme des chameaux, des lamas et des tapirs.
En 1886, les cousins Paul et Fritz Sarasin font venir un jeune éléphant indien. « Miss Kumbuk » devint vite populaire dans toute la ville et reçut en 1891, une maison construite dans le style mauresque dans laquelle on installa aussi des zèbres. En 1890, la première paire de lions arriva à Zolli et, dans la maison des carnivores, on leur créa une cage particulière. Dès le 19 mars 1891, le premier lionceau vit le jour. En 1896, une extension eut lieu dans la maison des carnivores avec plusieurs cages pour montrer également d'autres grands félins.

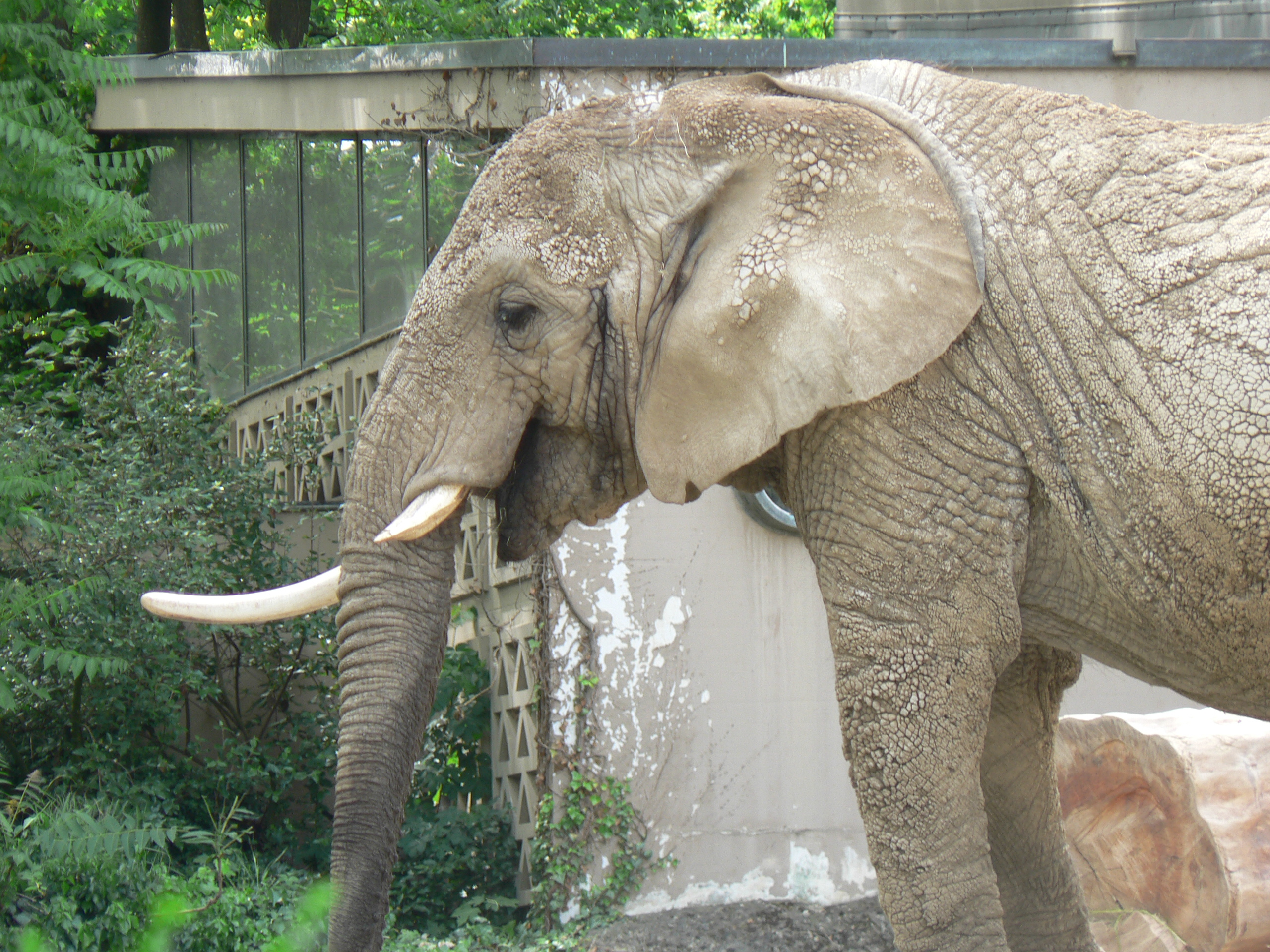
Éléphant.
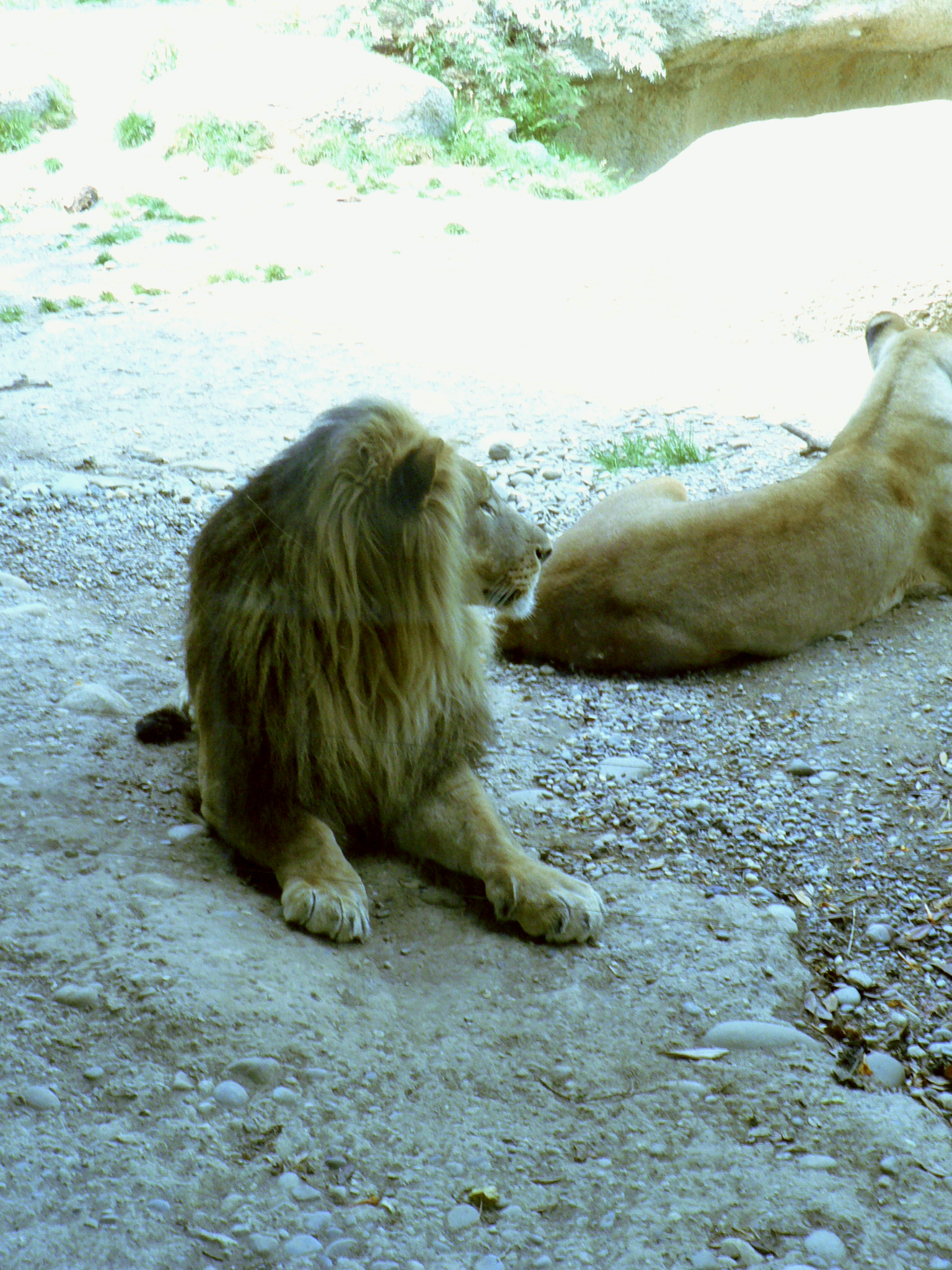
Lion.

### Agrandissements, heurs et malheurs du parc (1900-1949)
En 1900, avec la femelle orang-outan « Kitty », arrive à Bâle le premier anthropoïde.
La Fondation Johannes Beck, issue d'un legs de 750 000 francs suisses du Bâlois Johannes Beck, permit à Zolli en 1901 de se constituer une base financière solide. Encore aujourd'hui, l'anniversaire de Johannes Beck est fêté au Zolli et la visite est gratuite ce jour-là.
En 1904, on inaugura la nouvelle maison des carnivores qui hébergeait aussi la section des reptiles.
En 1910, c'était l'ouverture de l'actuelle maison des antilopes. Au prix d'une grande dépense, on put entretenir des élands, des koudous, des guibs harnachés et des gnous bleus.
1912 vit l'acquisition de deux girafes mâles.
En 1917, on eut le chagrin de perdre « Mlle Kumbuk », l'éléphant femelle si populaire, mais dès 1919 lui succédait « Mlle Jenny » venue du cirque Krone.
Peu de temps après la fin de la première guerre mondiale, l'association fut mise à l'abri d'une catastrophe financière par l'Association des Amis du jardin zoologique, fondée en 1919, aujourd'hui l'association soutient toujours Zolli généreusement.
Les conceptions biologiques du zoo furent alors influencées par Carl Hagenbeck et le principe était de montrer les animaux en liberté dans des installations sans grille. On commença en 1921 avec la construction par le sculpteur réputé Urs Eggenschwyler du rocher des marmottes et du bassin des lions de mer, vite apprécié. Ceci diffère fortement de la conception antérieure où le confort des visiteurs était recherché avant tout, celui des animaux étant secondaire, comme cela est décrit aujourd'hui à l'Antilopenhaus (maison des Antilopes, où séjournent aussi les girafes).
Dans la nouvelle volière, ouverte en 1927, on hébergea temporairement les anthropoïdes et les reptiles. 1930 fut une étape importante dans l'extension.
L'entrée de Zolli fut repoussée contre le viaduc et des parkings, adaptés à la circulation moderne, furent aménagés. Près de l'entrée du jardin, réaménagée, flamants, autruches et zèbres recevaient les visiteurs.

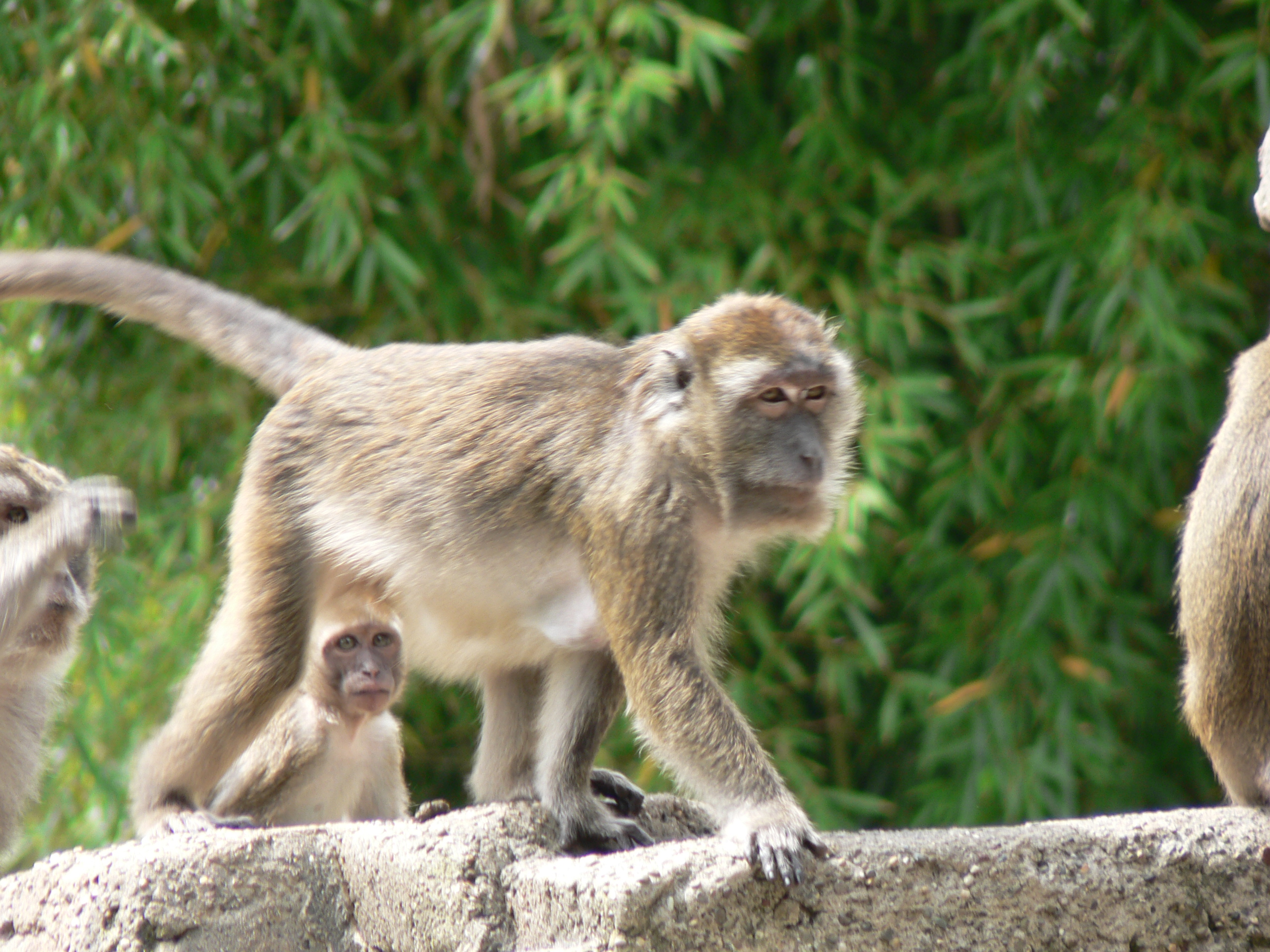
Le rocher des Singes.

Créés en 1930 et financés par l'Association des Amis, les rochers des singes devinrent un grand centre d'attraction, ainsi qu'une installation moderne pour l'époque avec différentes espèces d'ours laissés en liberté.
De la vieille fosse aux ours médiévale on fit quelque chose de nouveau, le ravin des loups.
En 1934, grâce au legs d'Ulrich Sauter, les services de l'État purent acheter le terrain compris entre le réseau ferré alsacien et le viaduc de Dorenbach qui, aménagé en jardin Sauter, fut ouvert en 1939 et mis en relation avec le reste du zoo par un passage sous les voies ferrées.
En 1938, c'était l'aménagement des rochers des bouquetins et du bassin des manchots.
En 1935, au prix d'une grande dépense financière, le vieux restaurant fut remplacé par un nouveau, très élégant, qui accueille jusqu'à aujourd'hui les visiteurs de Zolli.
En 1937, éclata l'épidémie de fièvre aphteuse, la plus grande catastrophe dans l'histoire de Zolli, et des animaux de grande valeur périrent. La deuxième guerre mondiale fut une nouvelle épreuve. Les aquariums et les terrariums, installés dans des bâtiments insuffisants dans la volière, connurent de lourdes pertes parmi leurs pensionnaires.
En 1942, comme cadeau de Noël ouvrit finalement, construit à l'économie dans le vieil immeuble qui hébergeait la direction et l'ancien bâtiment d'entrée, un espace d'aquariums avec 20 bassins d'eau douce et d'eau salée.
En 1947, les girafes revinrent à Bâle et furent logées dans le bâtiment des antilopes.
En 1948, pour son soixante-quinzième anniversaire, Zolli reçut en cadeau de l'Association des Amis, le gorille « Achill » qui, mieux examiné, se révéla être une femelle.
En 1949, année du jubilé des 75 ans, le premier okapi, « Bambe », fit son entrée à Zolli. Malheureusement, ce mâle meurt après seulement deux mois d'une grave infestation de vers, mais on avait pu recueillir pendant ce temps des observations importantes sur les mœurs de l'okapi. La même année vit aussi arriver une espèce rare, les ours à lunettes, logée à l'entrée de l'installation des ours.

### Nouveautés et attractions (1950-1959)
En 1951, Zolli ouvrait la deuxième entrée dans le jardin Sauter ; le bassin des otaries, très visité, fut entouré par une rampe pour les spectateurs et les girafes reçurent un vaste espace de semi-liberté. La même année arriva à Zolli, le premier rhinocéros indien, importé par le marchand d'animaux Peter Ryhiner, et il eut la joie d'accueillir une compagne un an plus tard. Ce fut le fameux couple dont le mâle « Gadadhar » et la femelle « Joymothi », sont à l'origine de l'élevage des rhinocéros indiens de Bâle connus dans le monde entier.
À l'époque, en 1952, les cinq jeunes éléphants arrivés de l'Afrique orientale constituaient la grande attraction. Le groupe servait à des promenades régulières dans la forêt d'Allschwiler ou par la ville.
En 1953, la nouvelle maison des éléphants fut ouverte et hébergea, à côté de jeunes éléphants d'Afrique, des rhinocéros indiens et des hippopotames nains. La recherche d'un partenaire pour Achilla aboutit heureusement cette année-là. Stefi, jeune mâle gorille originaire d'un zoo américain, parvint en Europe et put être acquis par Zolli qui devenait ainsi le premier zoo européen en possession d'une paire de gorilles adultes.
Enfin en 1955, après les longues tractations avec l'administration du Congo belge, on réussit à importer un okapi mâle et, un an plus tard, une femelle, qui mourut cependant après seulement quatre semaines, si bien que Zolli dut aller en 1957 rechercher à nouveau une autre femelle. En 1960, eut lieu la première naissance d'okapi. En 1956, ce fut l'ouverture de la nouvelle fauverie.
Grâce à la façon moderne de présenter les animaux, les visiteurs purent admirer pour la première fois des tigres derrière une mince grille de protection ou des lions dans une installation extérieure ouverte par le haut! L'installation d'un bâtiment avec des boxes de mise bas fut bientôt justifiée puisque tous les félins se sont reproduits régulièrement à partir de cette date.

### Réussite dans la reproduction (1959-1966)

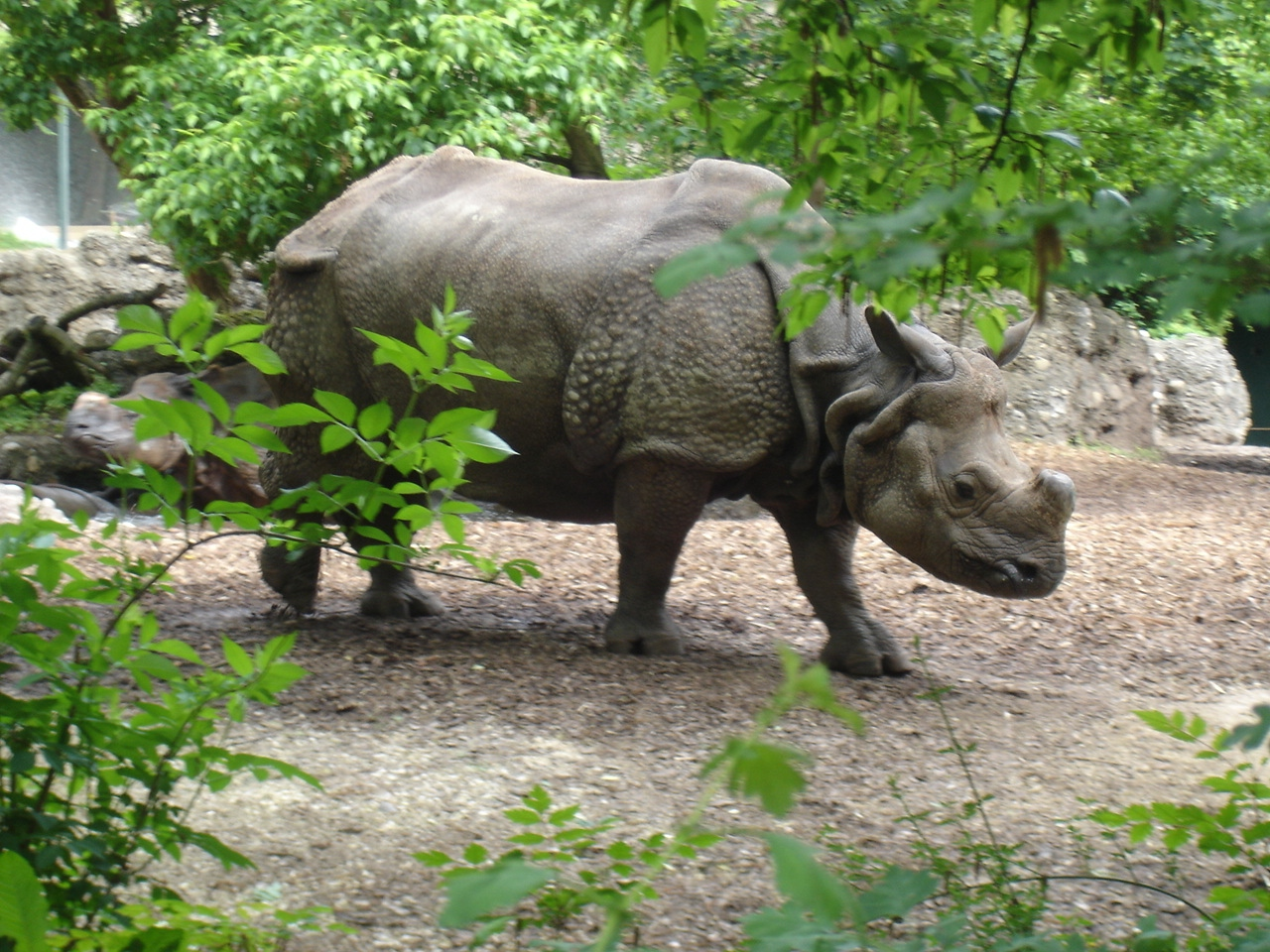
Rhinocéros.

La fauverie est devenue un modèle pour beaucoup d'autres zoos et n'a cessé d'impressionner par ses succès dans la reproduction.
En 1956, la naissance du rhinocéros indien Rudra, premier rhinocéros indien né dans un zoo, fit sensation dans le monde ; par la suite, au zoo de Milwaukee, Rudra s'occupa de produire une deuxième génération née en zoo. Jusqu'à aujourd'hui, 28 jeunes sont nés à Bâle et Zolli occupe dans le monde entier une place importante dans l'élevage du rhinocéros indien.
En 1958, ce fut le tour du premier flamant né à Zolli et dans un zoo européen.
Le 23 septembre 1959 naissait à Bâle le premier gorille d'Europe, et le deuxième au monde à être né dans un zoo. Comme Goma n'était pas soignée correctement par sa mère Achilla, qui ne savait comment s'occuper d'elle, il fallut la confier à des humains. Quand elle eut un an, le jeune gorille mâle Pepe, originaire du Cameroun et qui avait le même âge, vint à Bâle et Goma put ainsi établir des liens avec ses congénères. Les deux animaux purent être intégrés sans autres difficultés dans la famille des gorilles.

### Les singes à Zolli (1967-1969)

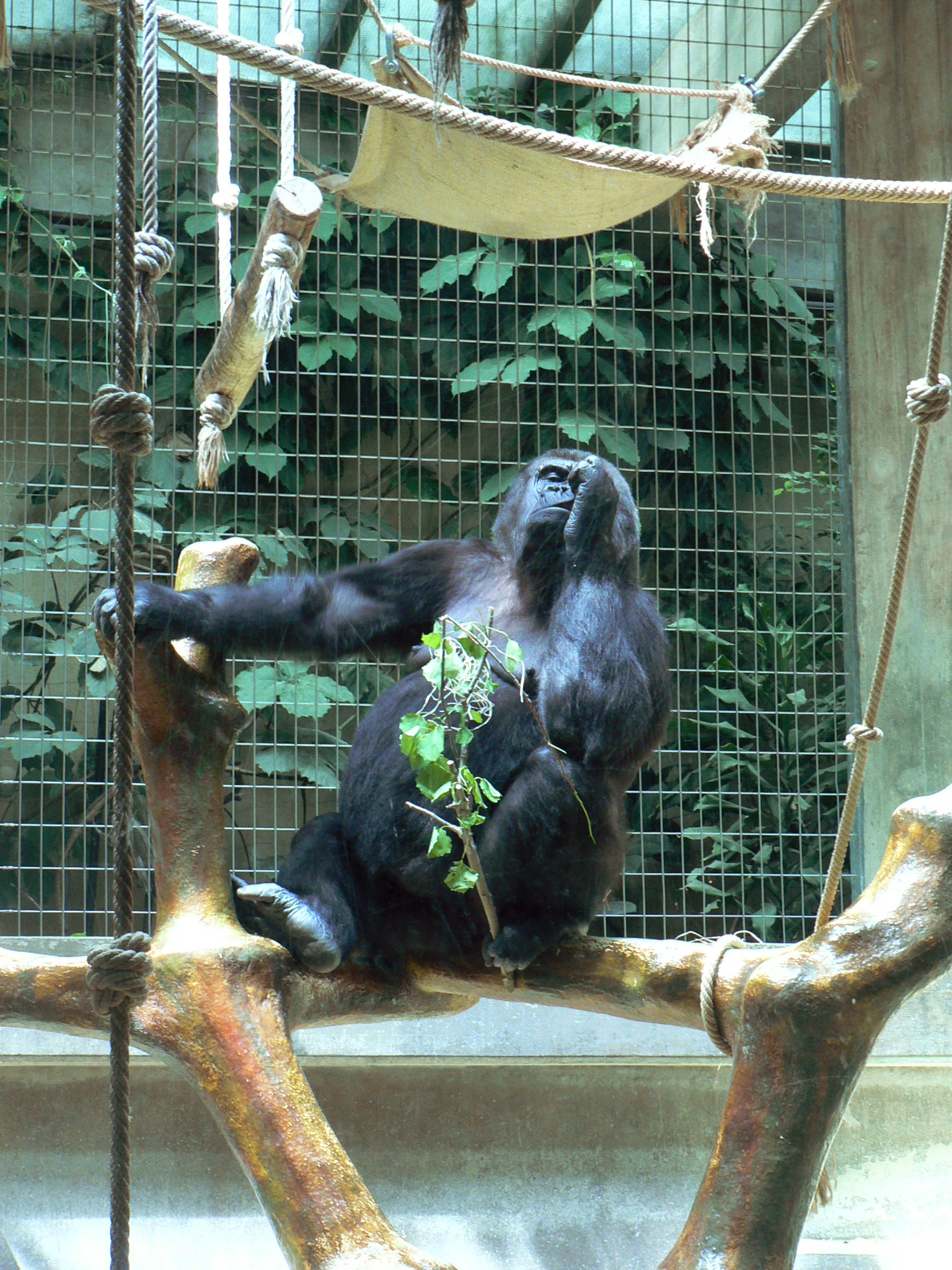

Les anthropoïdes installés jusqu'alors dans la volière eurent droit en 1969 à leur propre bâtiment construit à l'emplacement de l'ancien bâtiment d'entrée du jardin zoologique. Les animaux de grande valeur devaient être protégés des dangers de contamination venant des visiteurs et, pour cette raison, n'étaient pas présentés derrière des grilles, mais derrière des vitres solides. Encore aujourd'hui, la salle à la lumière affaiblie offre aux visiteurs la possibilité observer les animaux sans les déranger.
À côté des anthropoïdes, des espèces de singe différentes étaient placées dans la singerie, comme les siamangs de Kloss, les cercocèbes noirs, les colobes bais, les colobes à queue blanche, les colobes d'Adolphe Friedrich, les cercopithèques à tête de hiboux, les atèles et les makis varis. Quelques-unes de ces espèces ont permis de très grands succès dans leur élevage. C'est ainsi que les nasiques extrêmement difficiles à soigner et les rhinopithèques Douc ont eu une descendance et un groupe de singes laineux est même allé s'établir à Bâle avec son soigneur.

### Importations Vivarium (1970-1976)

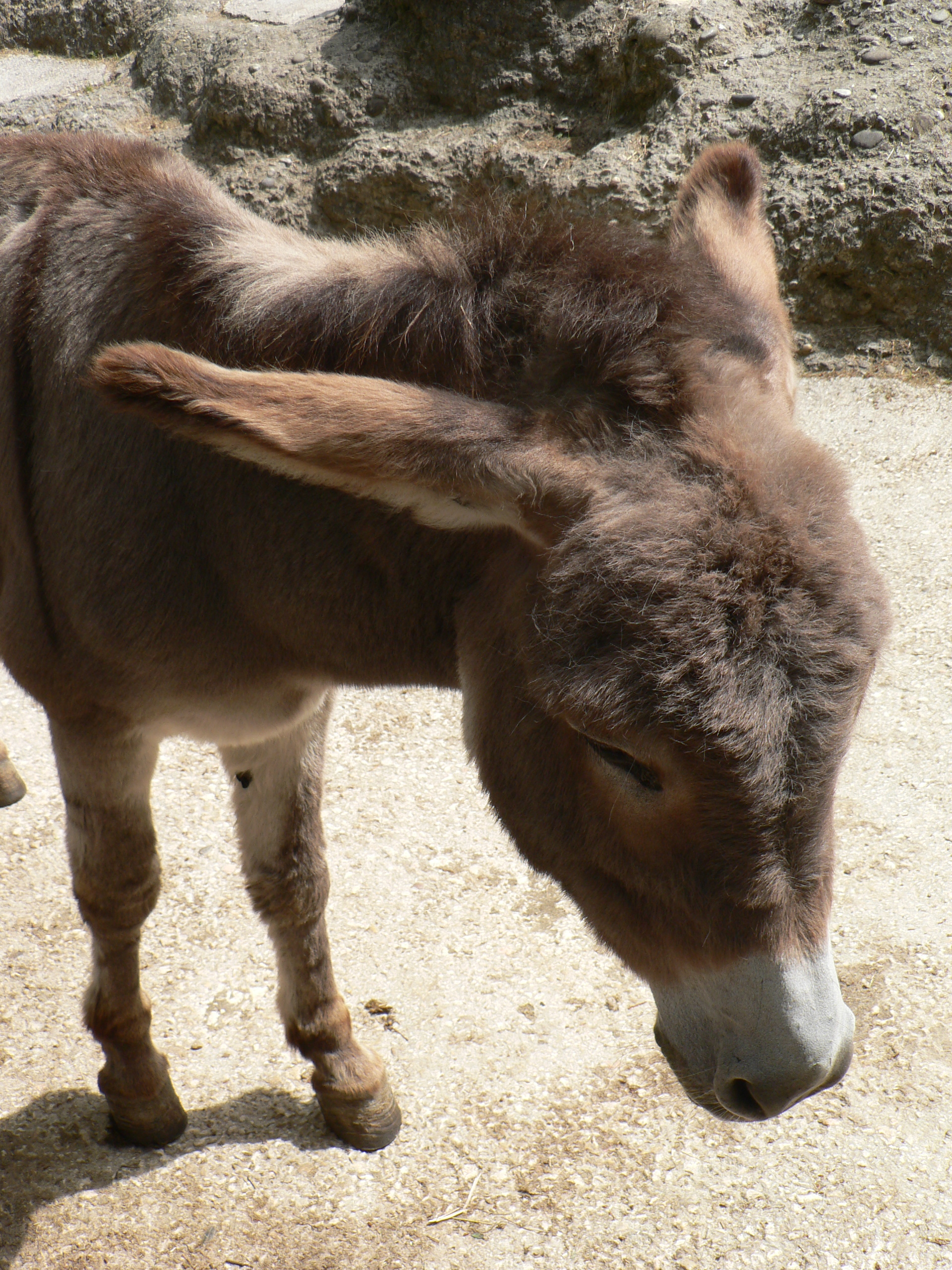
Âne sauvage de Somalie.

En 1970, ont eu lieu des importations d'animaux d'une importance internationale : 5 ânes sauvages de Somalie et 3 bongos. Les ânes sauvages de Somalie ne figuraient pas alors dans les jardins zoologiques, puisque les ânes en eux-mêmes n'étaient pas particulièrement attractifs. Ainsi 3 mâles et 2 femelles vinrent à Bâle et constituèrent le groupe d'élevage ; aujourd'hui, leurs descendants sont représentés dans tous les zoos qui détiennent ces animaux rares.
La rare antilope bongo ne se trouvait auparavant que dans quelques zoos et on estimait qu'elle était très difficile à soigner. En 1975, naissait le premier bongo de Bâle.
Le 2 mai 1971 naquit Tam-Tam, le premier bébé gorille, qui inaugurait la deuxième génération dans le zoo et était le fils de Goma et de Jambo.
À Pâques 1972, le Vivarium si longtemps attendu ouvrait ses portes et représentait déjà une particularité par son concept architectural. Un couloir long de 350 mètres mène d'abord le visiteur sous la surface de l'étang et il pénètre toujours davantage dans la profondeur des océans et l'évolution suivante le ramène sur la terre. Sans le remarquer, le visiteur au cours de son chemin a tourné de 360°. 25 ans après son ouverture, le Vivarium de Bâle enthousiasme encore le visiteur et les spécialistes du monde entier.

### Zolli des enfants et transformation (1977-1986)

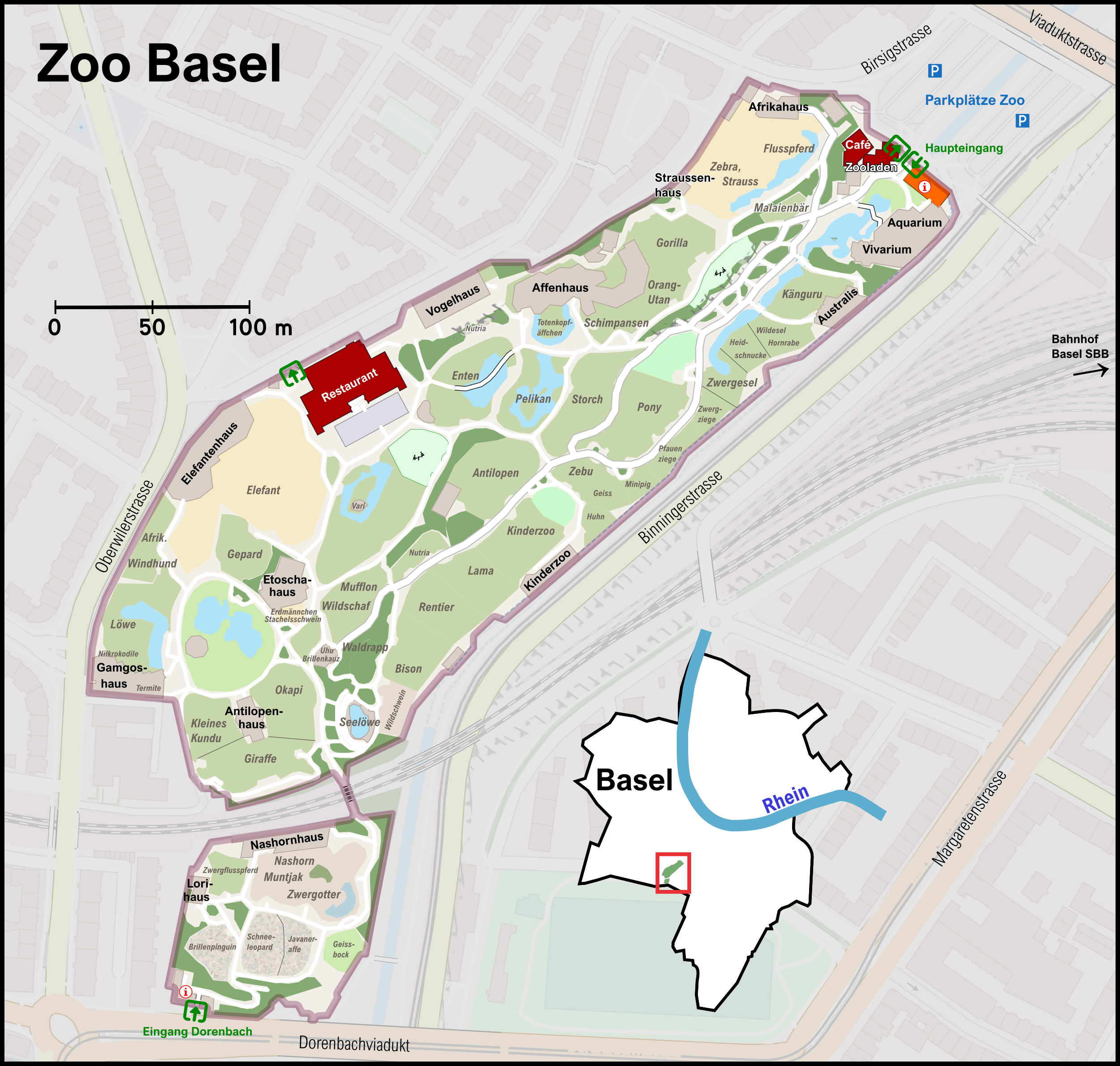
Plan du Zoo de Bâle.

Le Zolli des enfants, ouvert au public le 24 août 1977, héberge des animaux domestiques de différents pays. Les enfants ont ici la possibilité d'entrer dans les enclos et dans les écuries, de toucher les animaux, de les faire manger et de les soigner, ce qui encourage, développe et approfondit l'indispensable compréhension et le sens de la responsabilité envers les animaux. En 1977-1987 Zolli est devenu « parc paysager », ce qui a entraîné une réorganisation avec la rénovation de plusieurs installations. Ainsi une installation pour hippotragues noirs a vu le jour en 1977, en 1980 c'était un enclos pour les loups à crinières et en 1981 une nouvelle installation pour mangoustes avec la colline de termites dans la fauverie. En 1982, les rennes recevaient leur nouvelle installation dans le jardin Sauter, l'installation des loups et un château de hiboux rénové étaient présentés à la presse en 1983. La décision d'entretenir un éléphant mâle pour la reproduction exigea une réorganisation de l'installation. En 1984, à l'intérieur du bâtiment, on aménagea des boxes pour mâles accompagnés d'un espace de liberté. Kenny, mâle d'éléphant africain âgé de 15 ans à l'époque, vint dès cette année à Zolli. En 1986, on remplaçait dans le jardin Sauter le vieil alignement de cages d'oiseaux par une grande volière d'oiseaux de proie, et l'installation extérieure des rhinocéros fut elle aussi renouvelée. Un nouvel enclos marqua un progrès important dans l'installation des léopards des neiges.

## Installations et faune présentée
De nombreux animaux en liberté fréquentent le parc qui est relativement accueillant avec ses nombreux arbres et ses étangs : en particulier, de nombreuses cigognes se reproduisent au zoo et les nids sont devenus une attraction à part entière. Des hérons, des poules d'eau et de nombreux petits passereaux sont également présents ainsi que des écureuils. On peut également observer diverses espèces de canards.

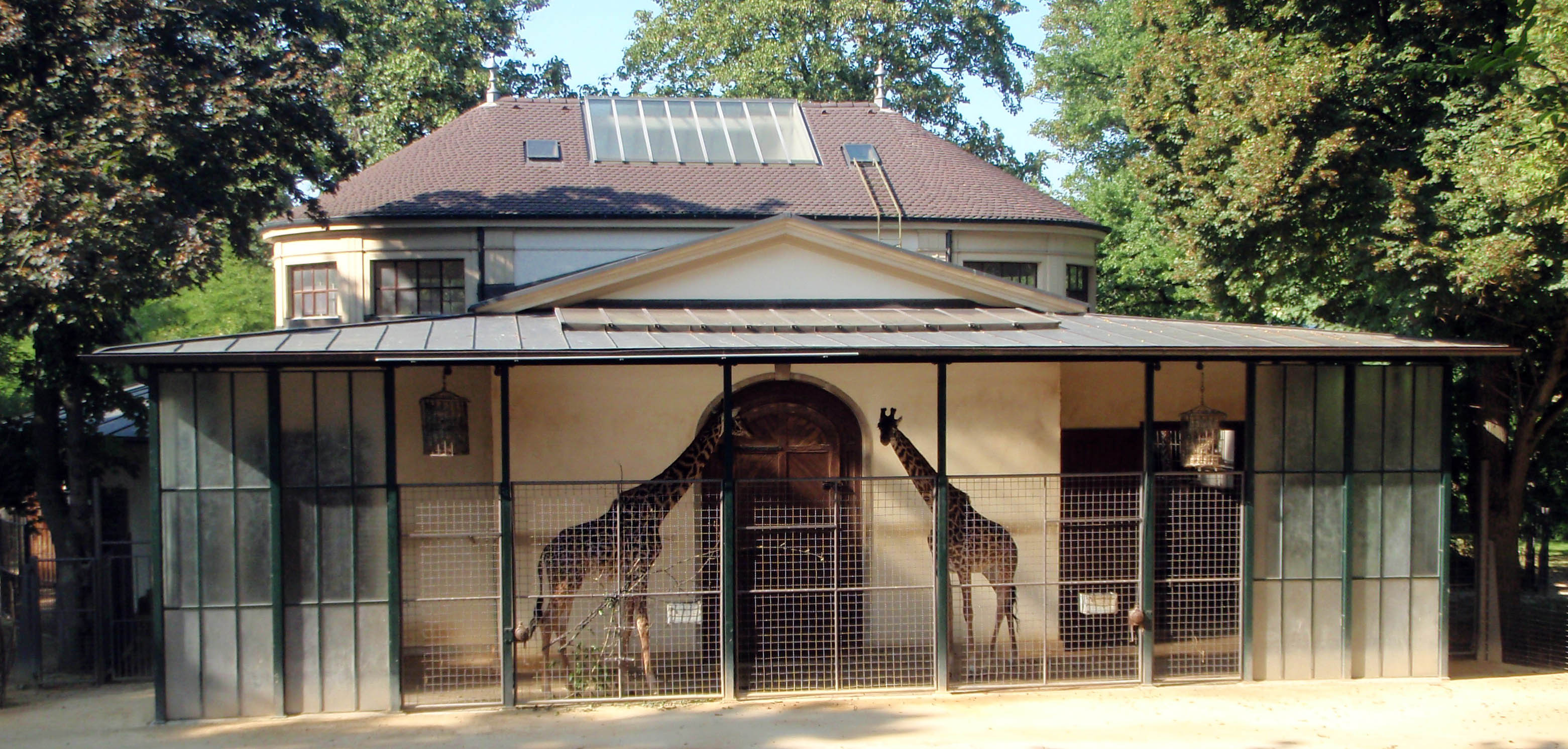
La Maison des antilopes, présentant girafes, okapis et petits koudous.
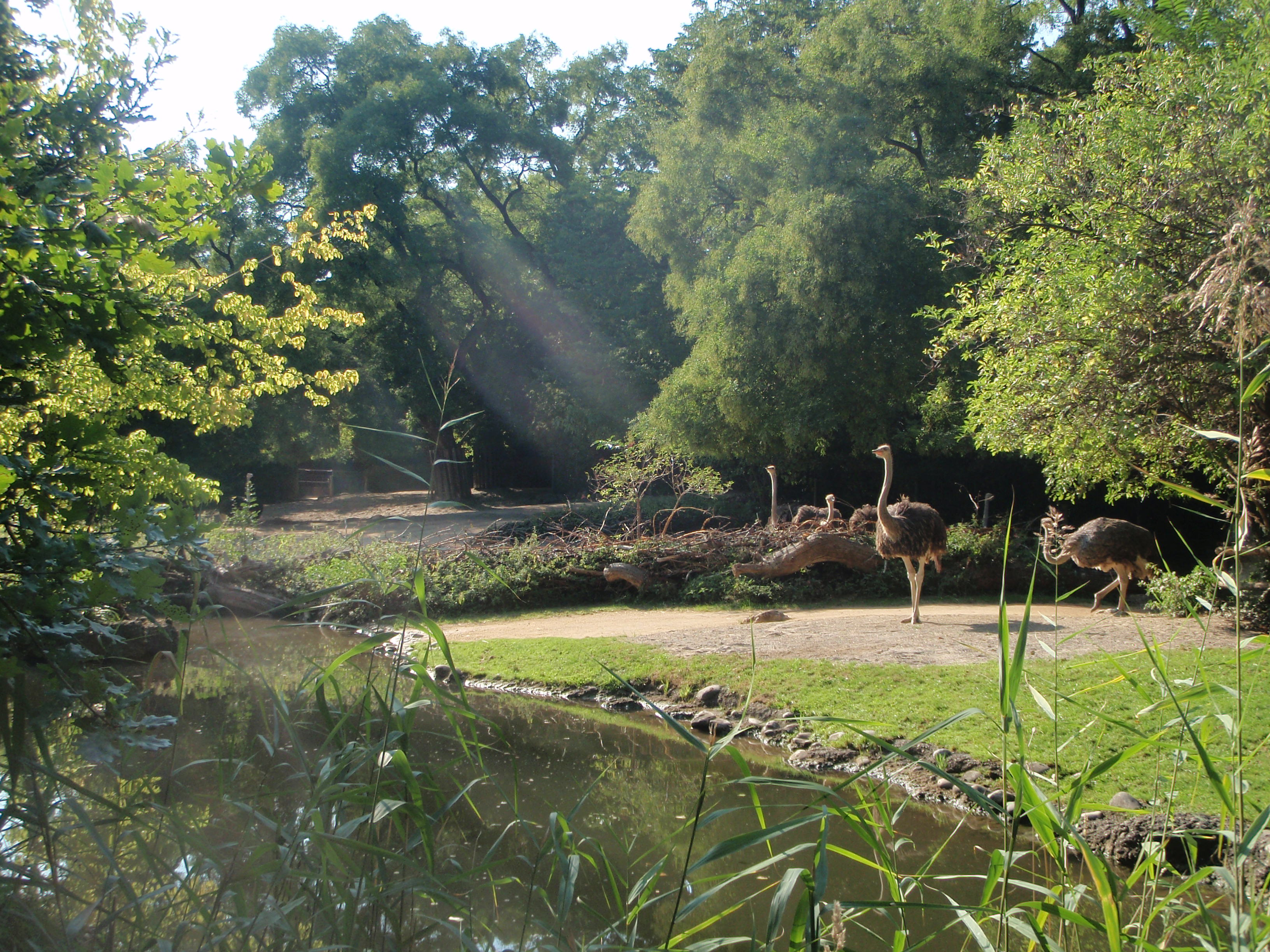
Zone africaine, près de l'entrée.
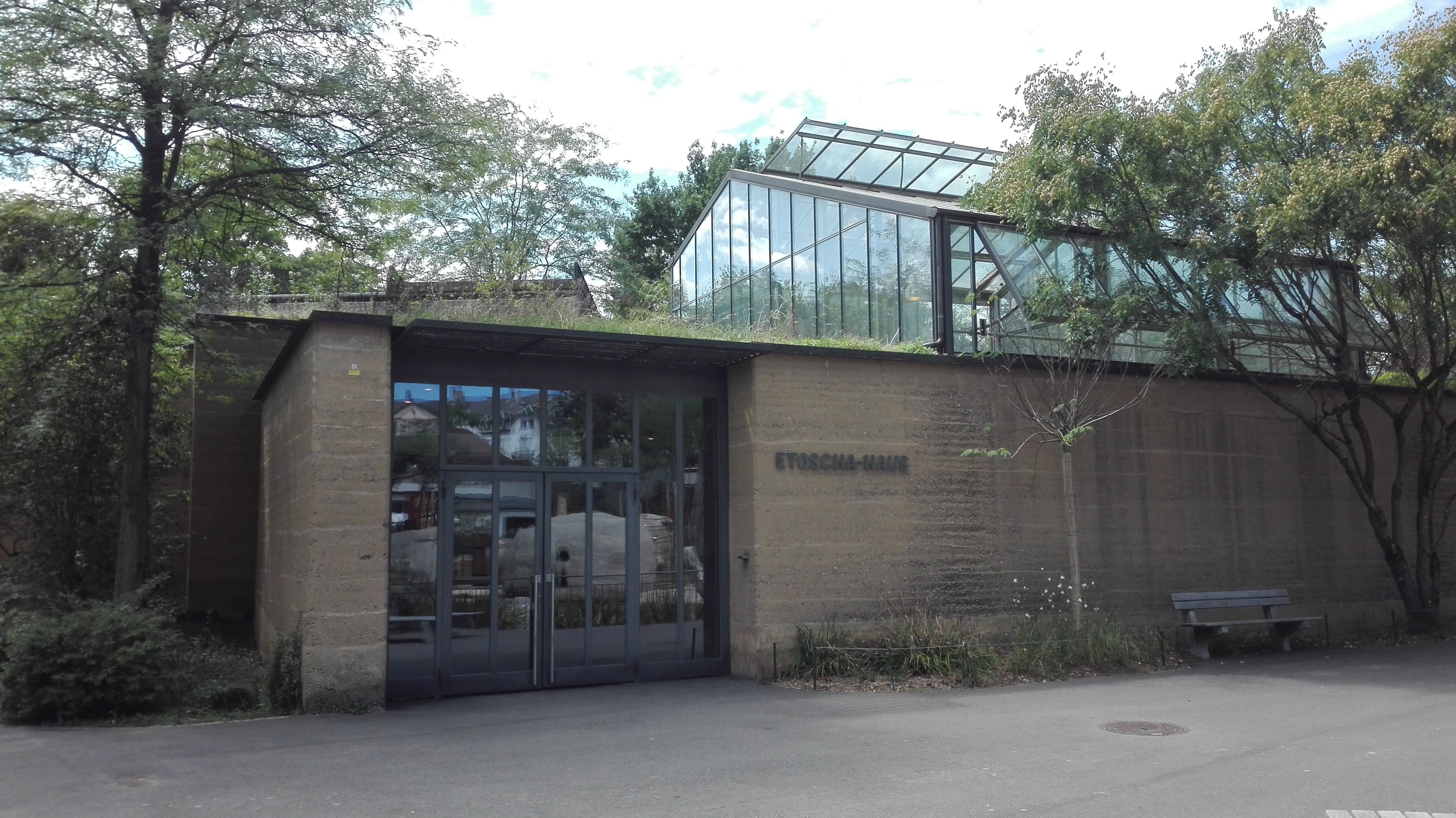
Extérieur de la Maison Etoscha, dédiée à la chaîne alimentaire.
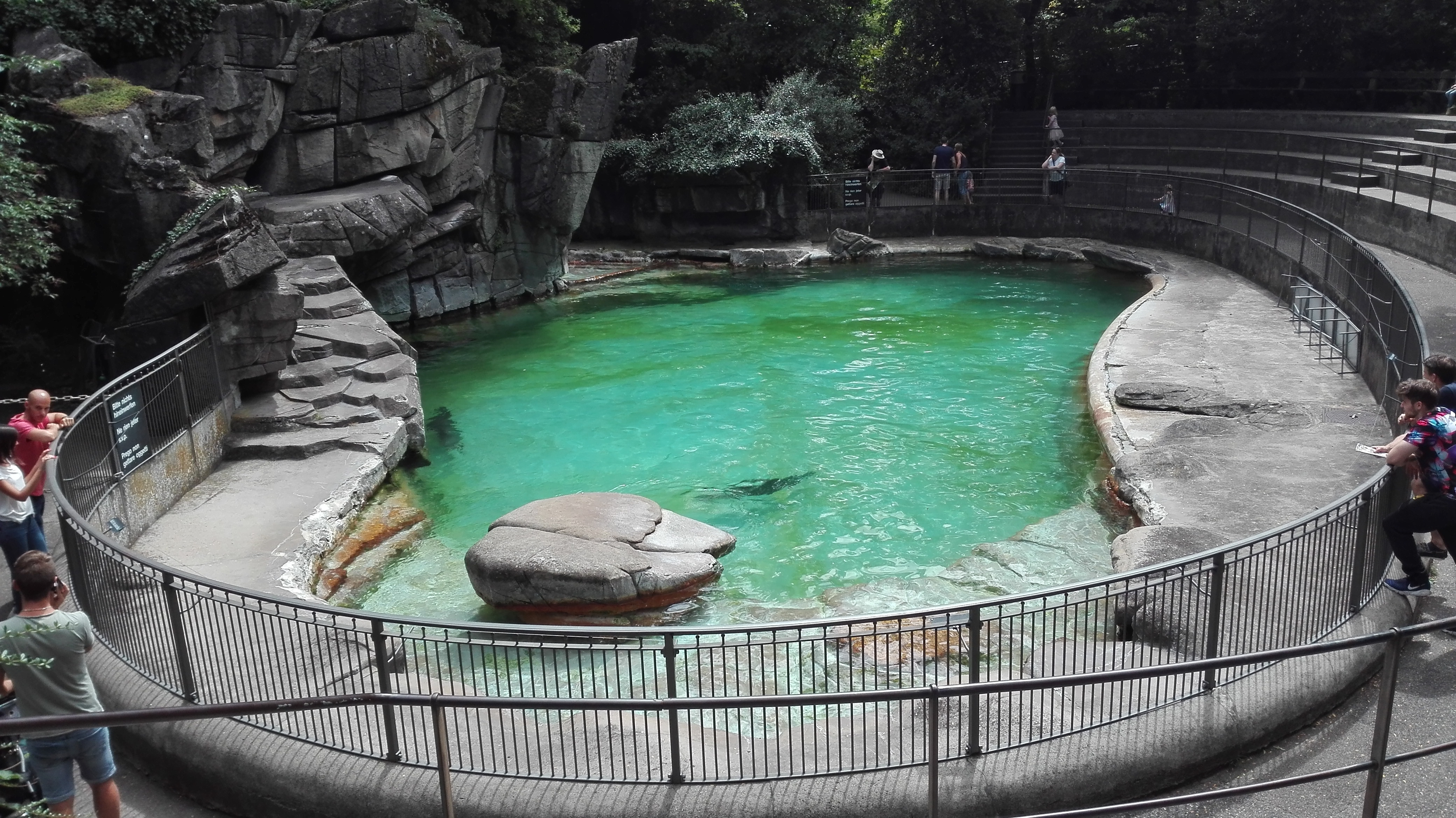
Bassin des otaries.
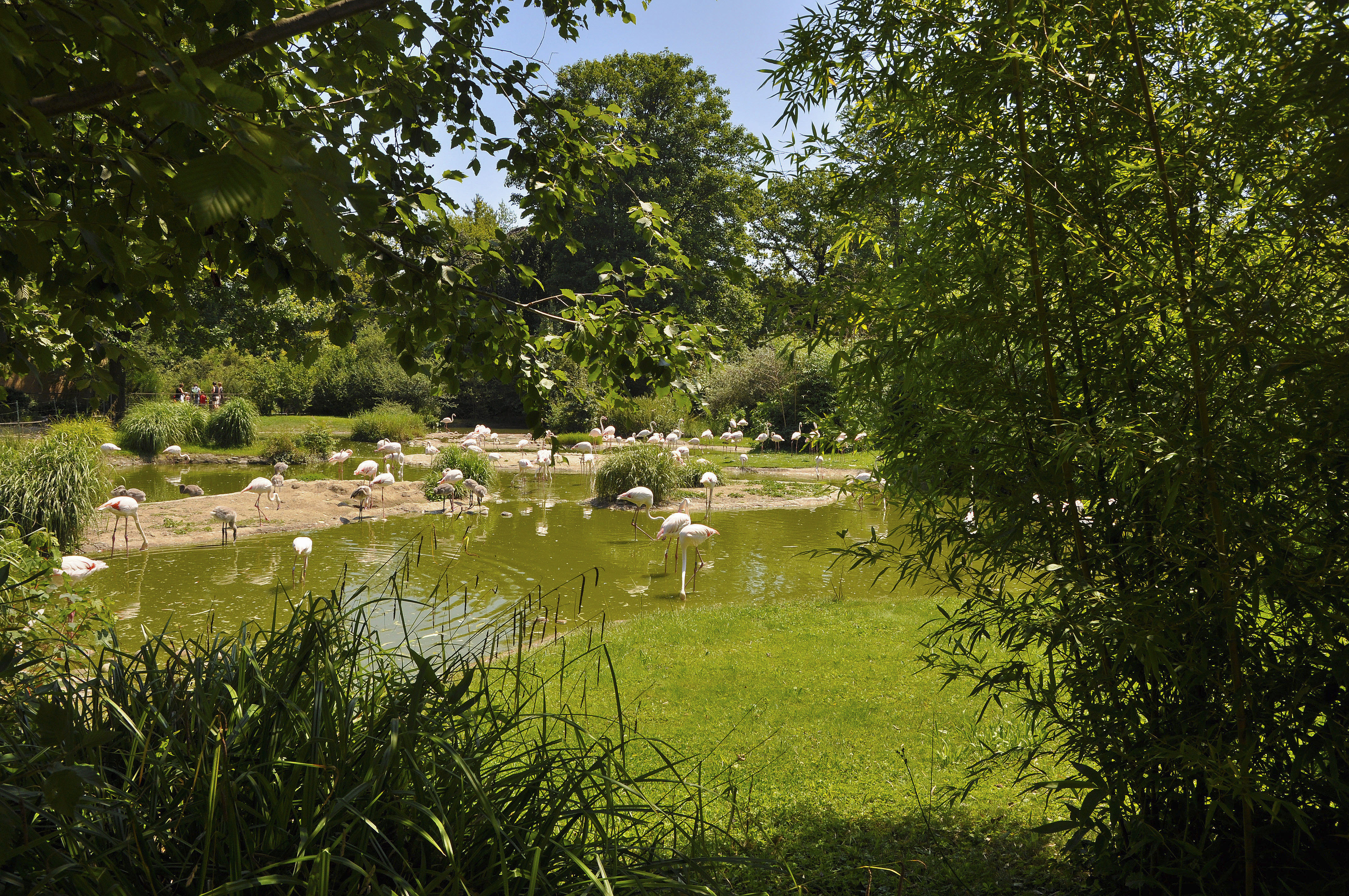
Flamants roses.

### Vivarium
Le vivarium permet au public d'admirer des poissons, amphibiens et reptiles provenant de divers habitats. Il est composé de deux univers : un aquarium incluant des bassins d'eau douce et d'eau de mer, ainsi que d'un terrarium.

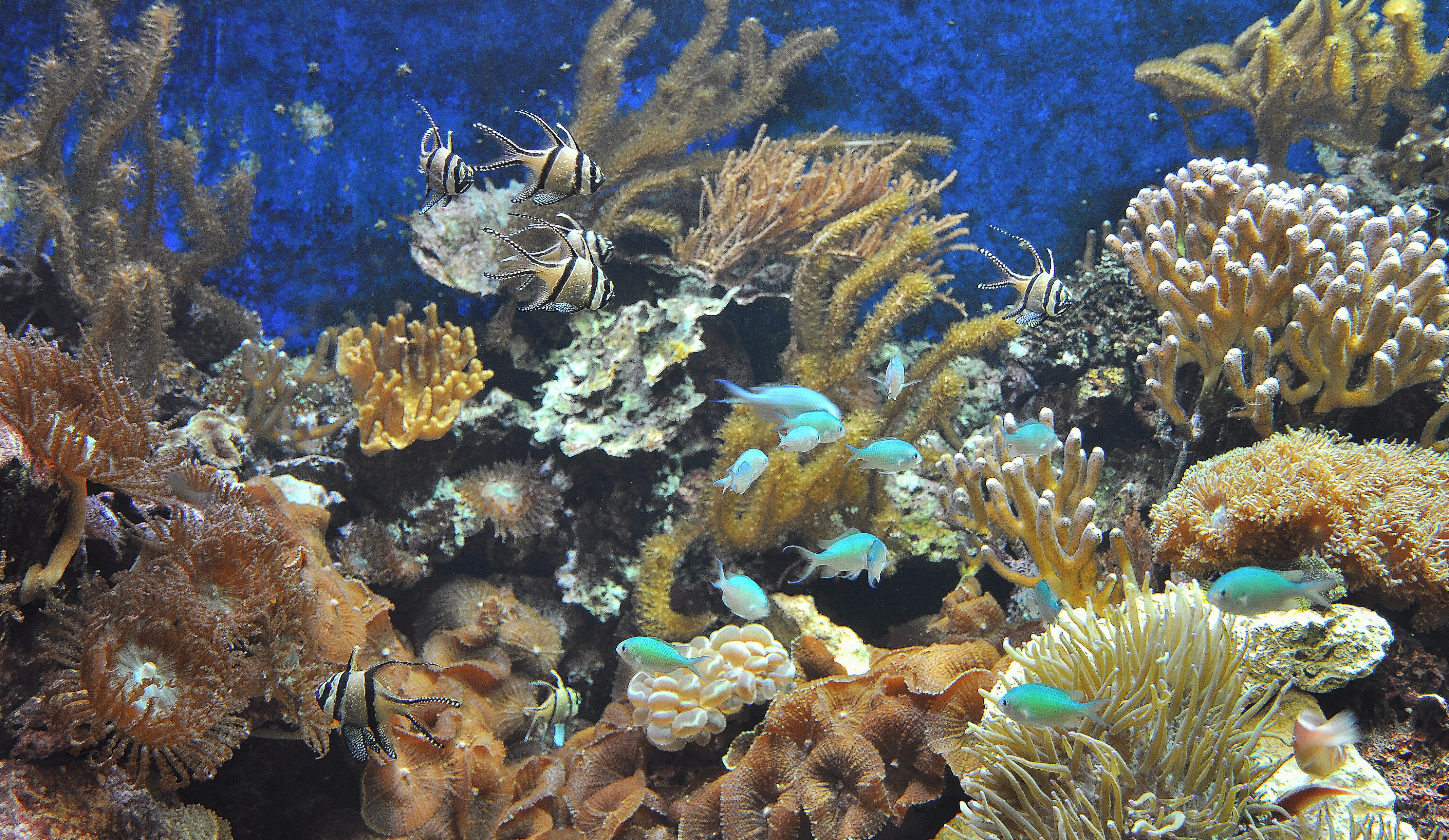
Aquarium marin.
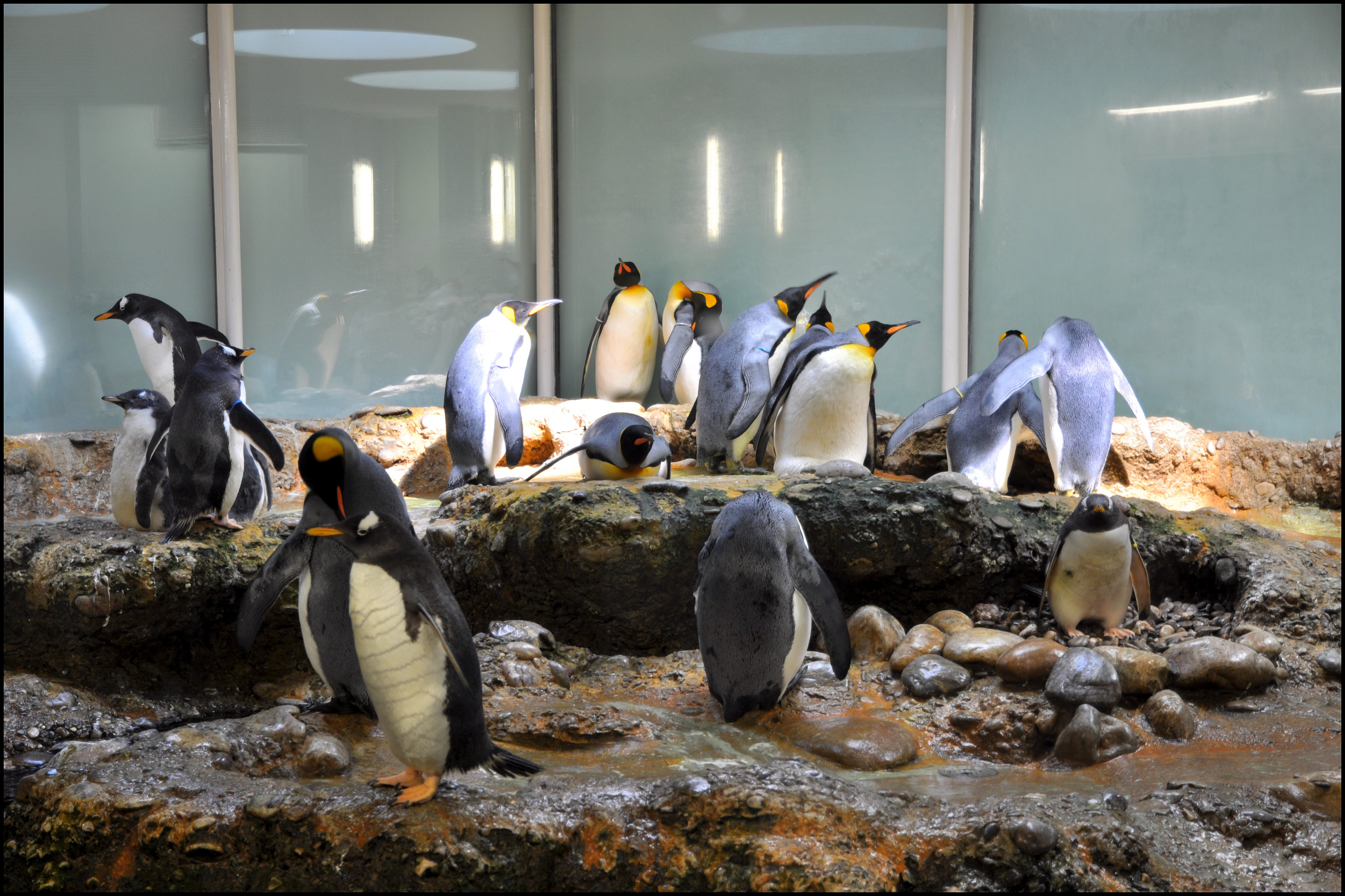
Les manchots royaux du Vivarium.
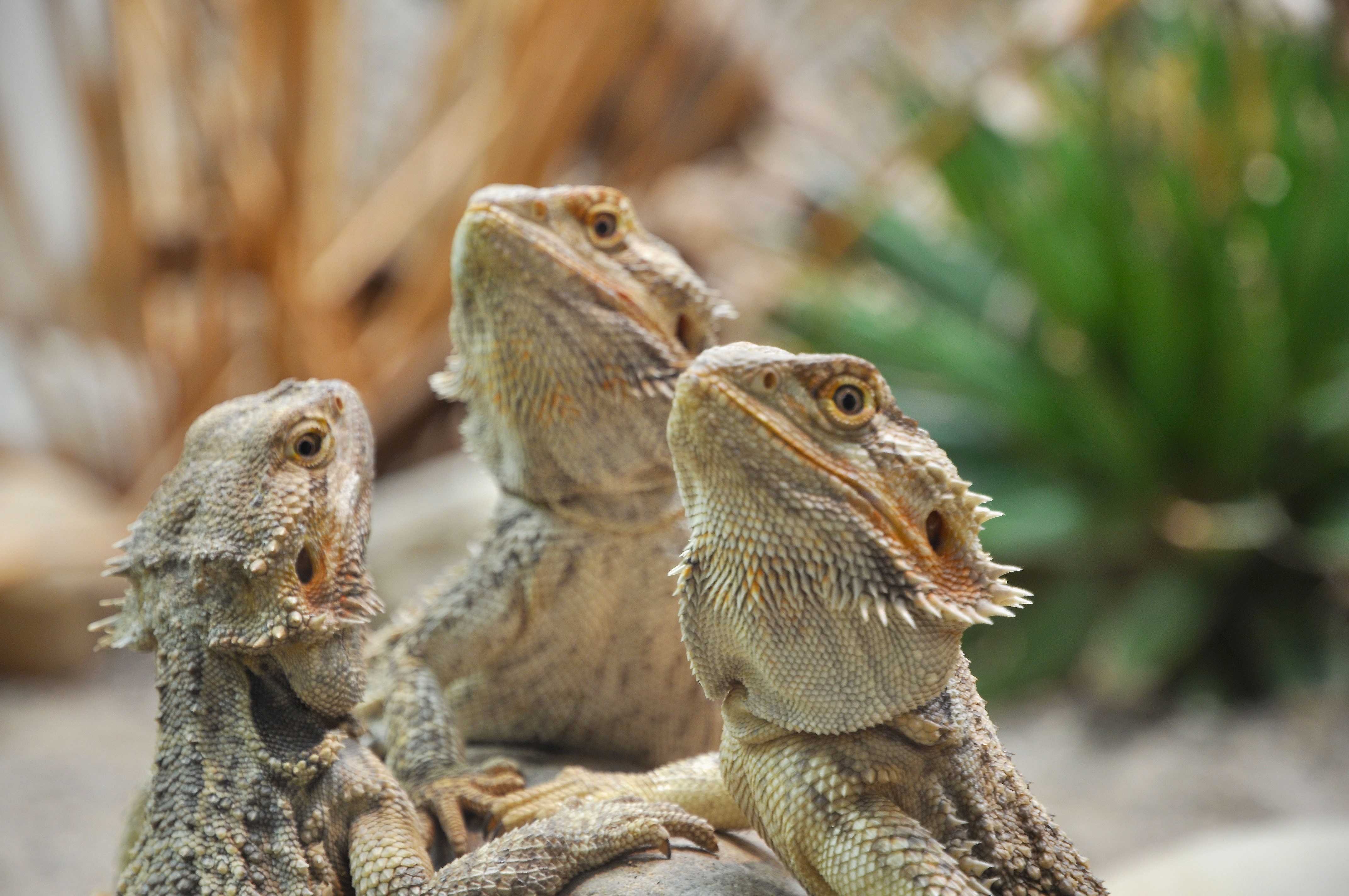
Pogona vitticeps ou Agame barbu.

### Gamgoas
Bâtiments accueillant les prédateurs africains comme les lions d'Afrique et les crocodiles du Nils ainsi que des mangoustes. L'autre partie du bâtiment est dédié à la sensibilisation à la protection des espèces menacées et notamment le braconnage.

### Tembea

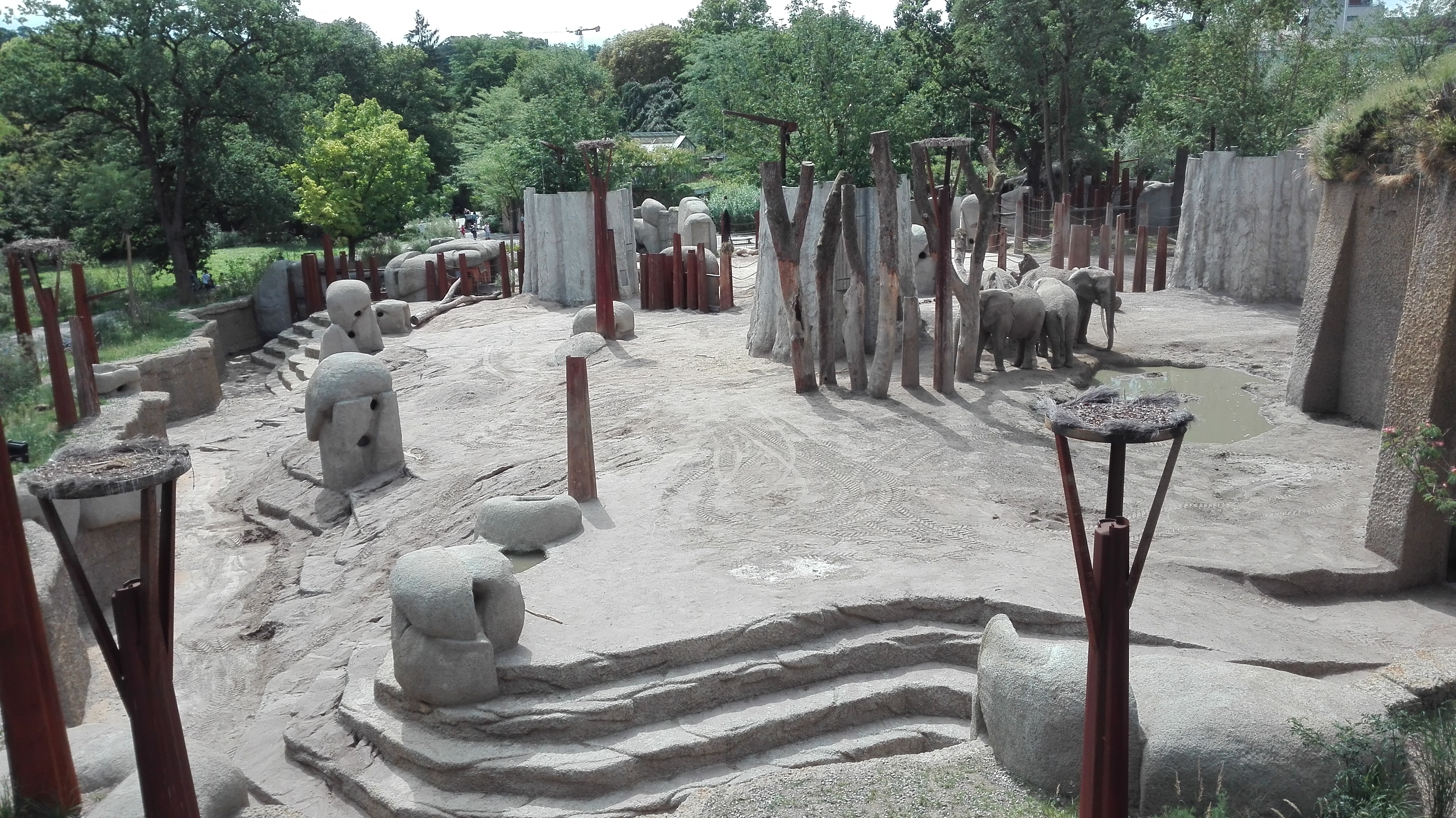
Vue de l'enclos extérieur des éléphants d'Afrique depuis la plateforme d'observation de l'installation Tembea.
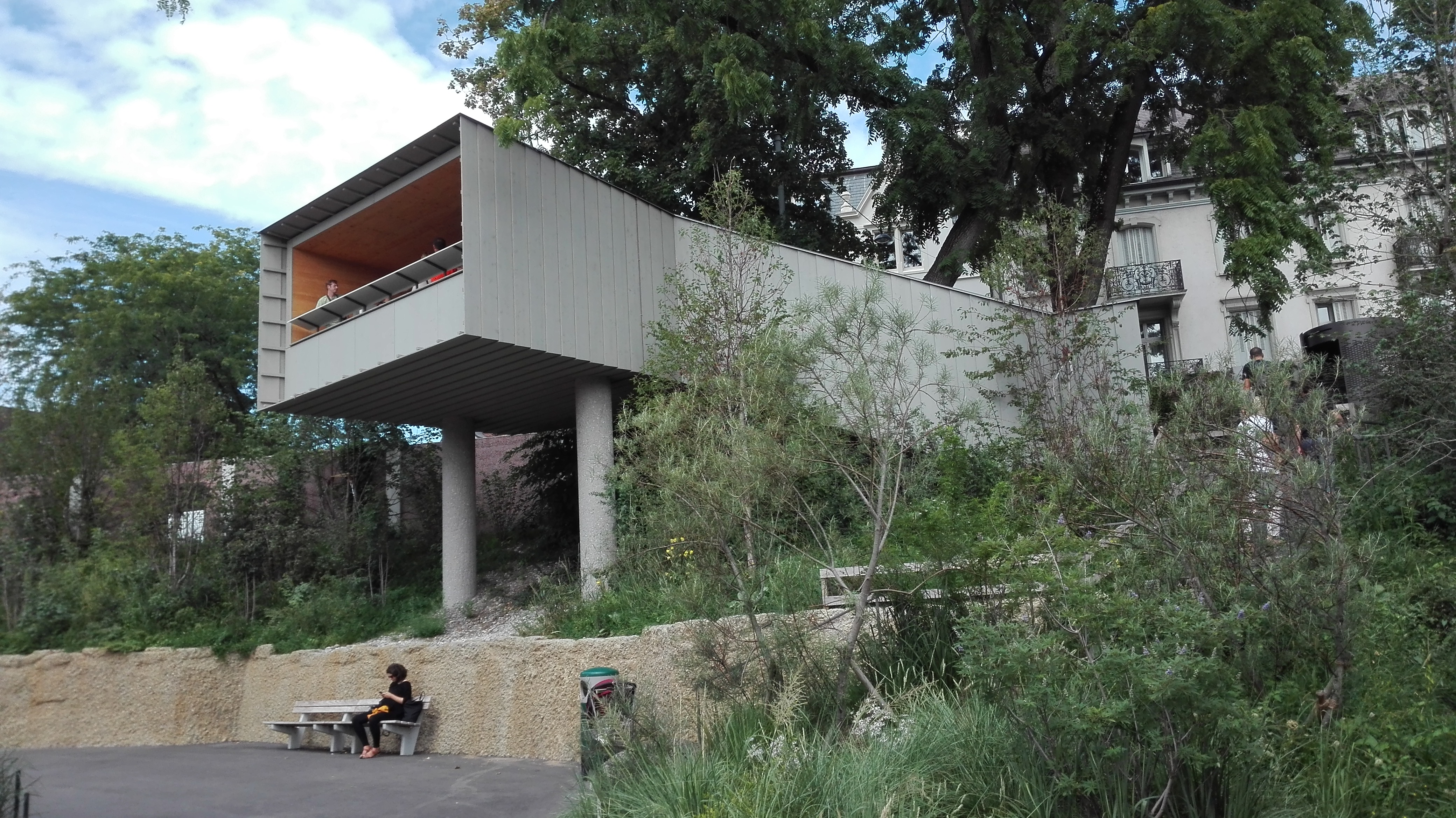
La plateforme d'observation des éléphants d'Afrique et des cigognes de l'installation Tembea.
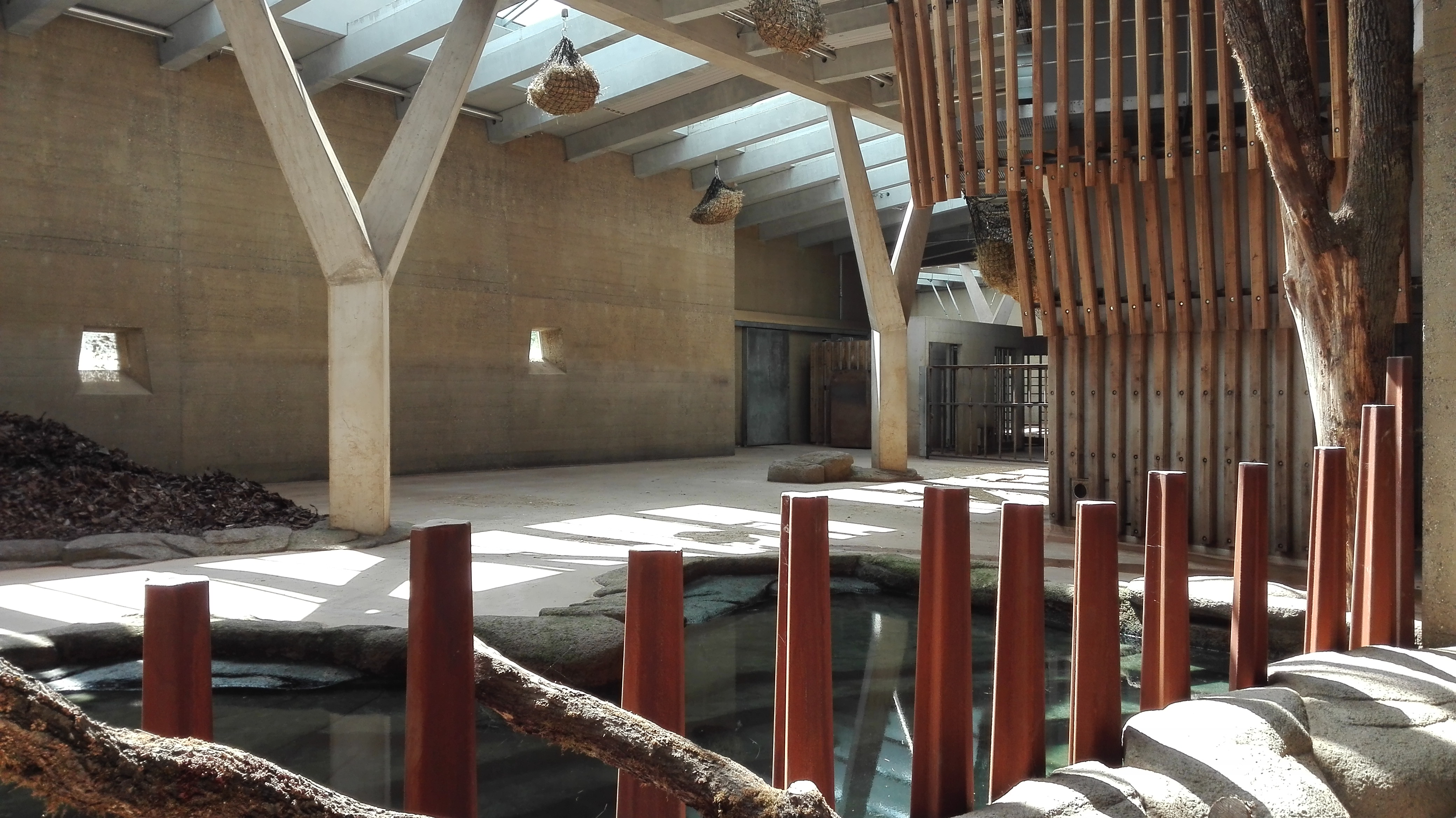
Vue de l'intérieur de l'installation Tembea dédiée aux éléphants d'Afrique.

## Fréquentation
En 2014, il a accueilli 2,012 millions de visiteurs, ce qui en fait l'un des deux zoos suisses les plus visités, avec le Zoo de Zurich.